# Мадьяр, Геза
Геза Мадьяр (венг. Géza Magyar; 4 марта 1973, Ходод) — румынский гребец-байдарочник, выступал за сборную Румынии на всём протяжении 1990-х и в начале 2000-х годов. Участник трёх летних Олимпийских игр, серебряный и бронзовый призёр чемпионатов мира, победитель многих регат национального и международного значения.

## Биография
Геза Мадьяр родился 4 марта 1973 года в селе Ходод, жудец Сату-Маре.
Благодаря череде удачных выступлений удостоился права защищать честь страны на летних Олимпийских играх 1992 года в Барселоне — в двойках вместе с напарником Ромикэ Шербаном на пятистах метрах дошёл только до стадии полуфиналов, тогда как в четвёрках на тысяче метрах добрался до финала и показал в решающем заезде пятый результат, немного не дотянув до призовых позиций.
Первого серьёзного успеха на взрослом международном уровне добился в 1994 году, когда попал в основной состав румынской национальной сборной и побывал на чемпионате мира в Мехико, откуда привёз две награды серебряного достоинства, выигранные в зачёте четырёхместных байдарок на дистанциях 200 и 500 метров. Год спустя на мировом первенстве в немецком Дуйсбурге взял бронзу в одиночках на пятистах метрах. Будучи одним из лидеров гребной команды Румынии, благополучно прошёл квалификацию на Олимпийские игры 1996 года в Атланте, где в одиночной полукилометровой дисциплине пришёл к финишу четвёртым.
В 1997 году на чемпионате Европы в болгарском Пловдиве Мадьяр выиграл бронзовую медаль в одиночках на пятистах метрах. В следующем сезоне на мировом первенстве в венгерском Сегеде получил бронзу в программе байдарок-двоек на двухсотметровой дистанции. Позже отправился представлять страну на Олимпийских играх 2000 года в Сиднее — вновь стартовал в одиночках на пятистах метрах, но на сей раз остановился на стадии полуфиналов.
После сиднейской Олимпиады Геза Мадьяр остался в основном составе румынской национальной сборной и продолжил принимать участие в крупнейших международных регатах. Так, в 2001 году он выступил на чемпионате Европы в Милане, где стал третьим в четвёрках на двухстах метрах, и на чемпионате мира в польской Познани, где стал вторым в четвёрках на пятистах метрах. Вскоре по окончании этих соревнований принял решение завершить карьеру профессионального спортсмена, уступив место в сборной молодым румынским гребцам.
В 2002 году Мадьяр окончил Университет физической культуры и спорта в Бакэу, получив педагогическую степень. Впоследствии работал тренером по гребле на байдарках и каноэ, многие из его воспитанников отбирались в юниорскую и взрослую сборные Румынии.